# Höchstes Gut
Höchstes Gut oder Ziel (lateinisch summum bonum, griechisch τὸ ἀγαθόν) ist dasjenige Gut, dem unbedingter Wert beigelegt wird. Daher wird es in der philosophischen Ethik auch als letzter Zweck des moralischen Handelns angesehen, als höchster handlungsleitender Wert und höchstes Ziel.
„Das höchste Gut ist dagegen ein scheinbares, wenn der vermeintlich unbedingte Wert nur bedingt, dagegen das wahre, wenn er wirklich unbedingt ist. Jenes ist bei dem Nützlichen der Utilitaristen und bei dem Sinnlich-Angenehmen der Eudämonisten, dieses bei dem Schönen der Idealisten (Ästhetiker) und dem Guten der Moralisten (Ethiker) der Fall. Das Schöne überhaupt und das Gute als Willensschönes sind einander verwandt; jenes bildet den weitern, dieses den engern Begriff, da zwar das Gute stets schön, aber nicht alles Schöne gut sein muss. Realisierung des Schönen ist Kunst, die des Guten Sittlichkeit; jene findet im Kunstwerk, diese im Charakter Verwirklichung. Wirkung der Kunst ist Genuss, der Sittlichkeit Seligkeit; Folge des künstlerischen Schaffens für den Künstler Beseligung, des sittlichen Handelns für den Tugendhaften Selbstzufriedenheit.“ (Meyers Konversationslexikon)

## Griechische Philosophie
- Aristoteles spricht vom höchsten Gut als einem Prinzip, nach dem die Normen des menschlichen Handelns zu rechtfertigen sind. Er sieht es im glückseligen Leben verwirklicht (Nikomachische Ethik). Mit dieser Auffassung gilt er als der Begründer des Eudämonismus.
- Platon: „Nicht das Leben ist das höchste Gut, sondern das gute Leben. ‚Gut‘ leben ist soviel wie ‚edel und gerecht‘.“ Siehe dazu die Ideenlehre und insbesondere die Idee des Guten.
- Demokrit bezeichnet eine ausgeglichene Stimmung (Euthymia) als das höchste Gut, siehe Euthymie.
- Epikur sieht das höchste Ziel menschlichen Daseins in der gelassenen Lust (hedoné oder voluptas), siehe Hedonismus.

## Römische Philosophie
- Marcus Tullius Cicero: Über das höchste Gut und das höchste Übel. Eine philosophische Abhandlung in fünf Büchern (lat. De finibus bonorum et malorum libri)
- Seneca: „Das höchste Gut ist die Harmonie der Seele mit sich selbst.“ – De vita beata, VIII, 6
- Marc Aurel: Für ihn ist die „autarkeia“, die Selbstgenügsamkeit, das höchste Gut.

## Ethik
Ethik als philosophisches Fach reflektiert drei Handlungsstrukturelemente:
- den Tatbestand einer Handlung (z. B. Bürgerkrieg gegen Tyrannen),
- die Handlungsfolgen (Güterabwägungstheorie): ob oder unter welchen Bedingungen die schlechten Folgen einer Handlung in Kauf zu nehmen sind, damit ein guter Handlungszweck überhaupt erfüllt werden kann („Die Theorie der Güterabwägung bildet das Kernstück einer jeden Ethik“[1]) und
- das höchste Gut (höchste Ziel/Zweck) von Handlungen, das allererst mögliche gute Handlungszwecke normiert (als gut erscheinen lässt), da „jede umfassende Güterabwägung erfordert, dass es [...] ein Gut“ geben muss, das anderen „Gütern als Maßstab der Abwägung gelten kann“[2] – weil anders (ohne ein höchstes Gut) Güterabwägungen nicht allgemein einsichtig dargestellt werden können, sondern (vom ersten unbestimmten Glied her) beliebig oder different sind. Somit ist außer der Güterabwägungstheorie die Begründung des höchsten Gutes eine wesentliche Aufgabe der Ethik. „Für die menschliche Person bedeutet das ethisch höchste Gut zugleich auch das Lebensziel, das allem Sinn gibt. Es beantwortet die identitätsstiftende Frage nach dem Lebenssinn.“[3] In der Ethik werden z. B. folgende Bestimmungen des höchsten Gutes diskutiert:
  - dass jede Person nie in einer Handlung als Mittel zu einem Zweck gebraucht, der nicht im Interesse der Person liegt (Selbstzwecklichkeit des Menschen, Personwürde bzw. Menschenwürde) oder
  - das Glück der größtmöglichen Zahl oder
  - die Lebensentfaltung aller auf die Dauer und im Ganzen.

## Christlicher Kontext
Augustinus von Hippo verfasste De beata vita.
Für Thomas von Aquin ist das höchste Gut allein die ewige Glückseligkeit, die – im jenseitigen Leben – durch die unmittelbare Anschauung Gottes erreicht werden kann. Es zeigt sich daran der Primat der Erkenntnis vor dem Wollen. Andererseits wandte sich die christliche Theologie immer gegen die im Averroismus weiterverbreitete Vorstellung, in der intellektuellen Betätigung das höchste Gut zu sehen.
Im christlichen Kontext ist der Terminus höchstes Gut in der Regel ein Synonym für Gott bzw. Jesus Christus und die sakramentale und ewige Gemeinschaft mit ihm, beispielsweise in dem Kirchenlied Gott ist mein allerhöchstes Gut von Johannes Olearius (1611–1684) oder in der Kantate Herr Jesu Christ, du höchstes Gut, BWV 113 von Johann Sebastian Bach. Auch Paulus schreibt, im Brief an die Philipper, das ihm Jesus Christus zum höchsten Gut geworden ist (vergleiche Philipper 3,8). Die natürliche Theologie argumentiert, dass sich aus der Ordnung des Seienden auf das Sein schlechthin, also das absolute Sein, d. h. Gott schließen lasse. Dieses ist demnach auch das höchste Gut für alles (geschaffene) Seiende.

## Kant
Bei Immanuel Kant ist das höchste Gut ein Ideal und Gegenstand der Hoffnung als „Bestimmungsgrund des letzten Zwecks der reinen Vernunft“. Kant verknüpft die Sittlichkeit mit der Antwort auf die Frage „was darf ich hoffen?“. Seine Annahme lautet, „daß jedermann die Glückseligkeit in demselben Maße zu hoffen Ursache habe, als er sich derselben in seinem Verhalten würdig gemacht hat, und daß also das  System der Sittlichkeit mit dem der Glückseligkeit unzertrennlich, aber nur in der Idee der reinen Vernunft verbunden sei“.
Nach Kant gehört es zur menschlichen Natur, nach der eigenen Glückseligkeit zu streben. Dabei gibt es drei Hindernisse. Zum einen gelingt es kaum den Begriff der Glückseligkeit inhaltlich zu bestimmen: „Allein es ist ein Unglück, dass der Begriff der Glückseligkeit ein so unbestimmter Begriff ist, dass, obgleich jeder Mensch zu dieser zu gelangen wünscht, er doch niemals bestimmt und mit sich selbst einstimmig sagen kann, was er eigentlich wünsche und wolle“. Glücksvorstellungen sind instabil. Zum anderen kann niemand sicherstellen, dass er in der konkreten Lebenswelt kein Unglück erleidet (Theodizee). Schließlich ist mit dem Streben nach eigener (egoistischer) Glückseligkeit nicht sichergestellt, dass unter der Handlung eines Menschen andere Menschen nicht leiden. Diese Gefahr verknüpft Kant mit einer (überzogenen) Kritik des antiken Eudämonismus. „Alle Eudämonisten sind daher praktische Egoisten“. Es besteht ein moralischer Konflikt zwischen dem Sittengesetz und dem Bedürfnis nach umfassender Wunscherfüllung. Für Kant hat dabei das oberste Moralprinzip (Kategorischer Imperativ) Vorrang. Dieses darf im Glücksstreben nicht beschädigt werden. Das Streben nach Glück ist natürlich und das gute Recht eines jeden Menschen, solange er nicht gegen das Sittengesetz verstößt. Gegen Christian Garves Kritik, Kant vernachlässige die Glückseligkeit des Menschen zugunsten der Moral, betonte er, dass „weder die Moralität des Menschen für sich, noch die Glückseligkeit für sich allein, sondern das höchste in der Welt mögliche Gut, welches in der Vereinigung und Zusammenstimmung beider besteht, der einzige Zweck des Schöpfers“ sei.
Die Dialektik von Tugend als oberstem Gut (supremum bonum) und Glück als angestrebtem Ziel (consumatum und perfectissimum bonum) kann für Kant aufgelöst werden in dem Begriff der „Glückswürdigkeit“. Wäre der Mensch vollkommen, würde er das Sittengesetz jederzeit erfüllen. Dann könnte er zugleich einen Stand der uneingeschränkten Glückseligkeit erreichen, weil er sein Glücksstreben uneingeschränkt verwirklichen könnte. Weil der Mensch aber fehlbar ist, verstößt er immer wieder gegen die moralischen Gebote. Zugleich kann er Schicksalsschläge nicht vermeiden. Die Glückseligkeit ist für den endlichen Menschen nicht garantiert. Sie ist ein anzustrebendes Ideal, aber ein niemals wirklich erreichbares Ziel. Indem er sich in seinem Handeln an der Beförderung der Glückseligkeit seiner Mitmenschen orientiert, kann der Mensch sich zumindest glückswürdig machen. Wenn alle Menschen als vernünftige Wesen sich so verhielten, würde ein Höchstmaß an Glück in der Welt erreicht werden können. Nach dem höchsten Gut zu streben, ist eine Gemeinschaftsaufgabe. Deshalb soll der Mensch sich das höchste Gut, also die Verbindung des Glücksstrebens mit der Tugend, als Endzweck zur Grundlage seines Handels machen. Wer aber beurteilt, ob ein Mensch glückswürdig ist und teilt dem Menschen das entsprechende Glück zu? Für Kant ist es unter diesem Gedanken notwendig, Gott und die Unsterblichkeit der Seele als transzendentale Ideale zu postulieren (beweisbar sind sie nicht). Erst im Jenseits kann der Mensch hoffen, dass sein moralisches Verhalten auch gewürdigt wird.

## Nachkantischer Subjektivismus
Die subjektivistische Ethik, insbesondere der Eudämonismus und der Utilitarismus, verweltlicht das Summum bonum zunehmend. Wird es zunächst noch mit dem höchsten Glück identifiziert, wurden alsbald einerseits ethische Grundbegriffe wie zum Beispiel (Entscheidungs-)Freiheit, Menschlichkeit oder Menschenrechte, aber auch abstrakt-individuelle Werte wie zum Beispiel Gesundheit, Trinkwasser, Lebensqualität, Umwelt, Sicherheit, öffentliche Wertschätzung als „höchstes Gut“ gesehen bzw. bezeichnet. Sowohl viele Vertreter der Lebensphilosophie wie auch des Nihilismus versuchten, das Leben als solches als höchstes Gut zu fassen.

## Außereuropäische Philosophie
In der außereuropäischen antiken Philosophie ist das Buch Laozis über das höchste Wesen und das höchste Gut erwähnenswert.